# Going Up the Country
Singles de Canned Heat
On the Road Again
(1968) Time Was
(1969)
Going Up the Country est une chanson interprétée par le groupe de blues rock américain Canned Heat, sortie en single le 22 novembre 1968, extraite de l'album Living the Blues.
Considérée comme un hymne du mouvement hippie et du festival de Woodstock où elle fut jouée, elle est un des plus grands succès de Canned Heat.

## Historique
Going Up the Country est écrite, composée et chantée par l'un des fondateurs de Canned Heat, Alan Wilson. Celui-ci s'est largement inspiré du morceau Bull Doze Blues, enregistré en 1928 par le bluesman américain Henry Thomas, dont il reprend la mélodie et la rythmique,. C'est le musicien Jim Horn qui joue la mélodie à la flûte traversière.
La chanson, dont le protagoniste décide de quitter la ville pour s'installer à la campagne, devient très populaire auprès des hippies. Elle est l'une des chansons emblématiques du festival de Woodstock où Canned Heat l'interprète le 16 août 1969 et en devient un hymne non officiel. Son enregistrement apparaît dans l'album live Woodstock: Music from the Original Soundtrack and More tandis que la version studio est entendue dans le film documentaire réalisé par Michael Wadleigh, Woodstock.

## Classements hebdomadaires
| Classement (1968-1969)                  | Meilleure position |
| --------------------------------------- | ------------------ |
| Allemagne (Media Control AG)            | 36                 |
| Australie (ARIA)                        | 2                  |
| Belgique (Wallonie Ultratop 50 Singles) | 11                 |
| Canada (RPM 100 Singles)                | 5                  |
| États-Unis (Billboard Hot 100)          | 11                 |
| Italie (FIMI)                           | 40                 |
| Pays-Bas (Nederlandse Top 40)           | 7                  |
| Pays-Bas (Single Top 100)               | 8                  |
| Royaume-Uni (UK Singles Chart)          | 19                 |